# Ulisse Caputo
Pour les articles homonymes, voir Caputo.
Ulisse Caputo (4 novembre 1872 à Salerne - 12 octobre 1948 à Limeil-Brévannes,) est un peintre napolitain qui résida à Paris.

## Biographie
Élève de Domenico Morelli et de Gaetano Esposito, il s'établit à Paris vers 1900 et expose dès 1901 au Salon des artistes français. Il voyage plusieurs fois au Maroc.
Il est le père de Gildo Caputo.